# 기초과학
기초과학(基礎科學, 영어: fundamental science 또는 basic science)이란 공학이나 응용과학 따위의 밑바탕이 되는 순수과학으로 자연과학의 기초 원리와 이론에 대한 학문을 뜻한다. 통상적인 의미로 기초과학은 영리 활동을 목적으로 두지 않은 순수한 지적 호기심에서 나오는 학문의 진리 탐구 자체를 목적으로 하는 학문 분야라는 뜻에서 순수과학(純粹科學, 영어: pure science)이라고도 한다.

## 개요
자연과학에 속하는 기초 학문 분야로는 과학과 기술 발전의 기초가 되는 물리학, 화학, 생물학, 지구과학 등이 있다. 고대에는 이러한 인문·사회학과 자연과학의 구분이 명확하지 않아서 많은 고대 학자들은 이런 여러 분야에 대해 기초 지식들을 두루두루 가지고 있는 경우가 많았으나, 문명 발달과 더불어 점차 각각의 학문 분야의 지식 축적이 많아지면서 자연스럽게 개별 분야들이 분화되어 각각의 이름을 가지게 되었다. 그러나, 여전히 많은 기초 학문 분야는 소위 말하는 응용과학(또는 실용과학) 분야에 비해서 역사가 오래된 것이 많고, 또한 이러한 응용과학의 기초가 되는 학문인 만큼 많은 교육과정에서는 이러한 기초 학문의 교육을 강조하는 경향이 강하다.

## 더 읽을거리
- Henry James Clarke, The fundamental science. 1885년.

## 같이 보기
- 정밀과학
- 응용과학
- 자연과학